# Daniel Carnevali
Pour les articles homonymes, voir Carnevali.
Daniel Alberto Carnevali est un footballeur argentin, né le 4 décembre 1946 à Rosario. Il évolue au poste de gardien de but de la fin des années 1960 au début des années 1990.
Formé à Rosario Central, il évolue notamment à Chacarita Juniors, à l'UD Las Palmas dans le championnat d'Espagne et au CA Colón. Il remporte avec Rosario Central le titre de champion en 1980.
Il compte 26 sélections en équipe d'Argentine dont il est le gardien titulaire lors de la Coupe du monde 1974.

## Biographie
Portier de l'équipe d'Argentine au début des années 1970, il participe à la Coupe du monde 1974 en Allemagne. L'Argentine est éliminée lors des matches du second tour, notamment après une lourde défaite face aux Pays-Bas (4-0).
Il est alors remplacé dans les buts de la sélection argentine par celui qui allait devenir champion du monde quatre ans plus tard, Ubaldo Fillol.

## Palmarès
- Champion d'Argentine en 1980 avec Rosario Central.
- Finaliste de la Coupe d'Espagne en 1978 avec UD Las Palmas.
- 26 sélections en équipe d'Argentine.